# Маркиан (генерал)
Вижте пояснителната страница за други личности с името Маркиан.
Маркиан (Marcianus; Marcian) е генерал на Източната Римска империя през 6 век. и племенник на император Юстин II.
През 572–573 г. той е magister militum на Изтока.
Участва в Римско-персийската война 572–591.